# 남부이 카툰
남부이 카툰(몽골어: ᠨᠠᠮᠪᠢ
ᠬᠠᠲᠤᠨ Nambui Khatun, 한국 한자: 南必 可敦 남필 가돈)은 원나라 쿠빌라이 칸의 두번째 제1카툰(재위: 1283년 ~ 1294년)이다. 원나라의 황후족인 온기라트(弘吉剌) 씨족의 안진(按陳)의 손자 선동(仙童)의 딸. 쿠빌라이 칸의 두번째 정비이자 제1카툰 차부이(察必)와 같은 씨(氏)족이다. 지원 20년(1283년), 쿠빌라이 칸의 정비 차부이의 뒤를 이어 쿠빌라이의 제1카툰이 되었다. 그녀는 쿠빌라이의 막내아들 테미치(鐵滅赤)의 생모(生母)였다. 쿠빌라이칸 만년에 섭정을 하기도 했다. 원사(元史)등의 한자 사료는 남필(南必, nánbì) "集史"등의 페르시아어 사료는 나무부이 카툰(نمبوى خاتون , namubūī khātūn)이라고 기록된다.

## 생애
곤기라트 부족 출신으로 "集史"에 따르면, 남부이는 곤기라트 부족장 칭기스칸의 정비 보르테의 아버지이며 몽골 제국의 창시자 칭기스칸을 섬겼던 데이세첸의 후손이었다. 남부이 카툰은 데이세첸의 손자 안진(按陳)의 손자 선동(仙童)의 딸로 태어났다 한다. 증대고모 보르테의 손자인 쿠빌라이 칸은 조부뻘이며, 쿠빌라이 칸의 정비 차브이 카툰은 증조부 안진의 딸, 제1황후 첩고륜 대황후(帖古倫 大皇后)는 안진의 손자 탈린(脫憐)의 딸로 6촌 자매간이었다.
1281년 대고모이자 납진의 여동생 차브이 카툰이 사망하자, 1283년 남부이 카툰이 제1카툰(정비)로 승격되었다. 그녀의 입궐 배경에 대해서는 페르시아어 사서 집사(集史)에 의하면 차브이 카툰이 남부이 카툰을 계비로 내정할 것을 원했고, 쿠빌라이 칸은 이를 수용했다 한다. 일본, 베트남, 자와섬 원정의 잇단 실패와 노동력 상실, 잇단 훌라구, 두아 등 칸들과 몽골 부족장들의 반란으로 실의에 빠진 쿠빌라이 칸을 대신해 쿠빌라이의 두 딸과, 쿠빌라이칸 만년에 정무를 주관, 섭정을 하기도 했다.

## 같이 보기
- 차브이 카툰
- 쿠빌라이 칸

| 전임 차브이 | 원나라의 황후 1283년 ~ 1294년 | 후임 시린다리 |